# モニーク・ヘンダーソン
モニーク・ヘンダーソン（Monique Henderson、1983年2月18日 - ）は、アメリカ合衆国の陸上競技選手。2004年 アテネ、2008年北京オリンピックの金メダリストである。カリフォルニア州サンディエゴ出身。

## 経歴
ヘンダーソンは、高校時代（1998-2001）に、史上初めて4年連続カリフォルニア州の女子400mのチャンピオンに輝く。また、17歳のときに出場したカリフォルニア州の大会では、50秒74の全米ジュニア新記録、全米高校新記録を樹立。2000年には、アメリカの陸上選手としては1976年モントリオール大会以来となる、高校生オリンピック代表となり、4×400mリレーのメンバーとなったがレースに出場することはなかった。
2001年に高校を卒業後、カリフォルニア大学ロサンゼルス校に進学。在学中に、パシフィック・テン・カンファレンスのチャンピオンに5回、2004年の全米学生選手権の400mでは2位、2005年は優勝を果たしている。
2004年にはアテネオリンピックに出場。4×400mリレーのメンバーとして金メダルを獲得。さらに4年後の北京オリンピックでも同種目で2大会連続の金メダルを獲得した。

## 自己ベスト
- 100m - 11秒34 (2005年)
- 200m - 22秒71 (2004年)
- 400m - 49秒96 (2005年)

## 主な実績
| 年   | 大会                   | 場所                     | 種目         | 結果    | 記録      |
| ---- | ---------------------- | ------------------------ | ------------ | ------- | --------- |
| 2002 | 世界ジュニア陸上選手権 | キングストン(ジャマイカ) | 400m         | 1位     | 51秒10    |
| 2002 | 世界ジュニア陸上選手権 | キングストン(ジャマイカ) | 4×400mリレー | 1位     | 3分29秒95 |
| 2004 | オリンピック           | アテネ(ギリシャ)         | 4×400mリレー | 1位     | 3分19秒01 |
| 2005 | 世界陸上選手権         | ヘルシンキ(フィンランド) | 400m         | 7位     | 51秒77    |
| 2005 | 世界陸上選手権         | ヘルシンキ(フィンランド) | 4×400mリレー | -（sf） | DQ        |
| 2006 | IAAFワールドカップ     | アテネ(ギリシャ)         | 4×400mリレー | 2位     | 3分20秒69 |
| 2008 | オリンピック           | 北京(中華人民共和国)     | 4×400mリレー | 1位     | 3分18秒54 |

- sfは予選